# Stefan Söderkvist
Kjell Stefan Söderkvist, född 1 januari 1957 i Sundsvall i Västernorrlands län, är en svensk travkusk och före detta travtränare. Hans hemmabana är Åbytravet. 
Han har kört hästar som Fridhems Ambra, Noras Bean, Solvato och Stepping Spaceboy. Stefan avslutade sin aktiva karriär som kusk på hemmabanan Åbytravet, där han körde sitt sista lopp med hästen Mcclintock den 30 december 2019. Han tog totalt 3 263 segrar som kusk under sin karriär.

## Karriär
Söderkvist växte upp i Kramfors. Den 27 april 1975 tog han sin första seger, med hästen Coretta på hemmabanan Dannero. Han blev kuskchampion på Dannero fem år i rad, 1977–1981. Därefter flyttade han med sin stora gemonbrottshäst Amiretta till Göteborg och har sedan dess Åbytravet som hemmabana. Av hälsoskäl tvingades han avsluta sin tränarkarriär 2004 och är numera catch driver. Han tog karriärens 3000:e kuskseger den 7 december 2016 med hästen Elegant Ås. Han blev med detta den 19:e kusken i svensk travsports historia att nå minst 3000 segrar. Han tog totalt 3 263 segrar som kusk under sin karriär.

## Segrar i större lopp

### Grupp 1-lopp
| År   | Lopp                      | Häst           | Tränare         |
| ---- | ------------------------- | -------------- | --------------- |
| 1998 | Breeders' Crown, ston     | Fridhems Ambra | Ove Ousbäck     |
| 1999 | Hugo Åbergs Memorial      | Fridhems Ambra | Ove Ousbäck     |
| 2002 | Forus Open                | Fridhems Ambra | Ove Ousbäck     |
| 2006 | Stochampionatet           | Mad Marke      | Mikael Selin    |
| 2009 | Gran Premio Continentale  | Noras Bean     | Ulf Stenströmer |
| 2012 | Gran Premio delle Nazioni | Noras Bean     | Ulf Stenströmer |
| 2016 | E3-final (korta), h/v     | Donatello Sisu | Admir Zukanovic |